# 爱国贼
愛國賊（有时被写作碍国者、碍国大V）是指一些人以愛國作為藉口，舉著愛國的名號為所欲為，顛倒是非，甚至無視法律，將反對他們的人扣上賣國帽子加以討伐。他們的行為被形容為並非真正的愛國，而是對國家無助的害國行為。

## 理論
十八世纪英國文學作家塞缪尔·约翰逊博士說：「愛國主義是無賴最后的避難所。」（Patriotism is the last refuge of a scoundrel）。他認為某些人「歪曲」了愛國主義的本質，把愛國變成了一種盲目的信仰，認為這些行為無助國家的發展，因為社會的精力都虛耗於愛國的爭論之中，但並非表示爱国是可耻的行為。
「愛國賊」一詞在1922年出現在中國劇作家陳大悲的獨幕劇名《愛國賊》，該詞亦被日本中國問題學者加藤嘉一用以批判中国現狀的《愛國賊》（2011年出版）一書中用到，書中稱一些中國人以愛國作為藉口，打著愛國的名號為所欲為，顛倒是非，甚至無視法律，將反對他們的人扣上賣國帽子加以討伐，加藤嘉一認為這些行為不是愛國，對國家無助，而是害國。另外，而相对比，基本没有信息显示加藤嘉一本人在对其自己的国家时是否也如对中国人会那样用到相關概念。

## 当代含义
日本中文媒体《日经中文网》曾发表文章，将“爱国贼”与爱国者相区别，将田母神俊雄这样的日本右翼称为日本的爱国贼。

## 对爱国贼这一概念的批判
海南察网文化传媒有限公司主办的，以爱国门户为自我定位的时评门户网站“察网”曾刊登文章，批判“爱国贼”的提法，认为这个概念来自“公知”的主张，是对爱国者的污蔑，主张警惕公知文化。

## 外部連結
- “爱国贼”，中国真有吗，王小東，《環球時報》，2011年7月7日
- 勿讓下一代淪為愛國賊，健吾，《明報》，2011-12-14
- 愛國賊備受打壓 賣國賊大行其道《太陽報》2012年9月16日星期日，香港
- 世紀 父之初﹕洗腦和洗心廖偉棠《明報》2012年8月21日星期二，香港
- 这届义和团也不行端木赐香三糊涂《中国数字时代》2016年7月22日星期二